# ام‌جی ایکس‌پاور اس‌وی
ام‌جی ایکس‌پاور اس‌وی (MG XPower SV) خودرویی است که در سال‌های ۲۰۰۳–۲۰۰۵ تولید شده‌است.
این خودرو در کلاس خودرو اسپورت قرار گرفته و طراحی آن خودروهای موتور جلو-محور عقب بوده است. سیستم جعبه‌دندهٔ آن ۵ دنده به صورت دستی است.